# Zmago Sagadin
Zmago Sagadin (Celje, 1. studenog 1952.) je slovenski košarkaši trener. Trenutačno radi u hrvatskom košarkaškom klubu Zadar. Osnovao je prvu košarkašku selekciju slovenske reprezentacije i suosnivač je Jadranske košarkaške lige. Sagadina se smatra jednim od najuspješnijih slovenskih i europskih trenera s 25 osvojenih naslova prvaka, kako u domaćim prvenstvima, a kako na inozemnoj razini. Čak je devet puta primio nagradu za najboljeg Slovenskog trenera godine i dobitnik je mnogih ostalih priznanja vezano uz njegovu trenersku karijeru. 

## Karijera
Trenersku karijeru započeo je početkom devedesetih godina u ljubljanskoj Olimpiji. S Olimpijom je osvojio čak 24 trofeja u nekoliko navrata trenirajući Zmajčeke i istinska je klupska legenda.
Osim u Olimpiji, radio je u još nekoliko klubova. Jedini trofej iz ostalih klubova nosi iz 2004. godine kada je s Crvenom zvezdom osvojio Kup.
U Hrvatskoj je radio u sezoni 1995./96. kada je sjedio na klupi Splita. Splićani su se tada nadali kako će sa Sagadinom na klupi prekinuti dominaciju Cibone, međutim nije mu to pošlo za rukom.
Brzo se vratio u Olimpiju gdje je proveo narednih šest sezona prije nego što je dvije sezone vodio Crvenu zvezdu. Nakon raskida sa Zvezdom vratio se ponovno u Olimpiju koju je vodio u sezoni 2005./06., a sljedeću sezonu preselio je kratko u Lietuvos Rytas.
Početkom sezone 2008./09. preuzeo je Anwil, ali je već do kraja listopada raskinut ugovor između njega i kluba. Do raskida je došlo nakon je Anwil, generali spozor, ušao u financijsku krizu i odlučio, da smanji ugovor s klubom.
U veljači 2009. preuzima hrvatski KK Zadar. 

## Nagrade i dostignuća

### Naslovi
Europski kup – 1994.,

Final Four Eurolige – 3. mjesto - 1996./97.,

Jadranska liga – 2002.,

Nacionalna prvenstva - 1992., 1993., 1994., 1997., 1998., 1999., 2001., 2002., 2006.,

Nacionalni kupovi – 1992., 1993., 1994., 1995., 1997., 1998., 1999., 2000., 2001. ,2002., 2006.,

Kup Radivoja Koraća – 2004.

### Nagrade
Slovenski trener godine – 1992./93., 1993./94., 1994./95., 1996./97., 1997./98., 1998./99., 1999./00., 2000./01., 2001./02.

## Vanjske poveznice
Profil na NLB.com